# Saint-Lambert-de-Lauzon
Saint-Lambert-de-Lauzon är en kommun i provinsen Québec i Kanada. Den ligger i regionen Chaudière-Appalaches, i den sydöstra delen av landet, 400 km öster om huvudstaden Ottawa.

## Tätorter
Statistique Canada avgränsade två tätorter (centres de population) i kommunen vid folkräkningen 2021.
| Namn          | Folkmängd | Landarea (km²) | Befolkningstäthet (invånare/km²) |
| ------------- | --------- | -------------- | -------------------------------- |
| Ville Lambert | 2 544     | 2,67           | 951,8                            |
| Parc-Boutin   | 1 246     | 2,67           | 466,9                            |